# رابرت شو (فیزیکدان)
 رابرت شو (انگلیسی: Robert Stetson Shaw؛ زاده ۱۹۴۶) یک فیزیک‌دان اهل ایالات متحده آمریکا است.